# Erich Kuby

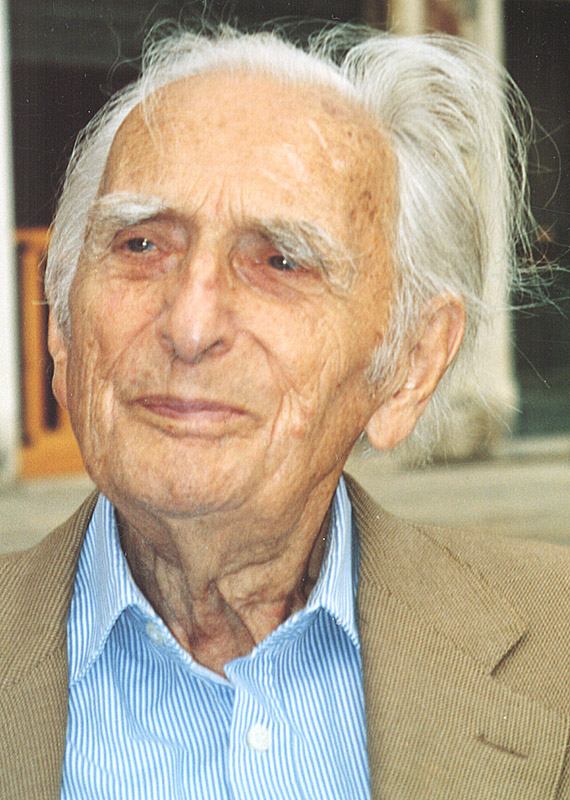
Erich Kuby im Oktober 2003

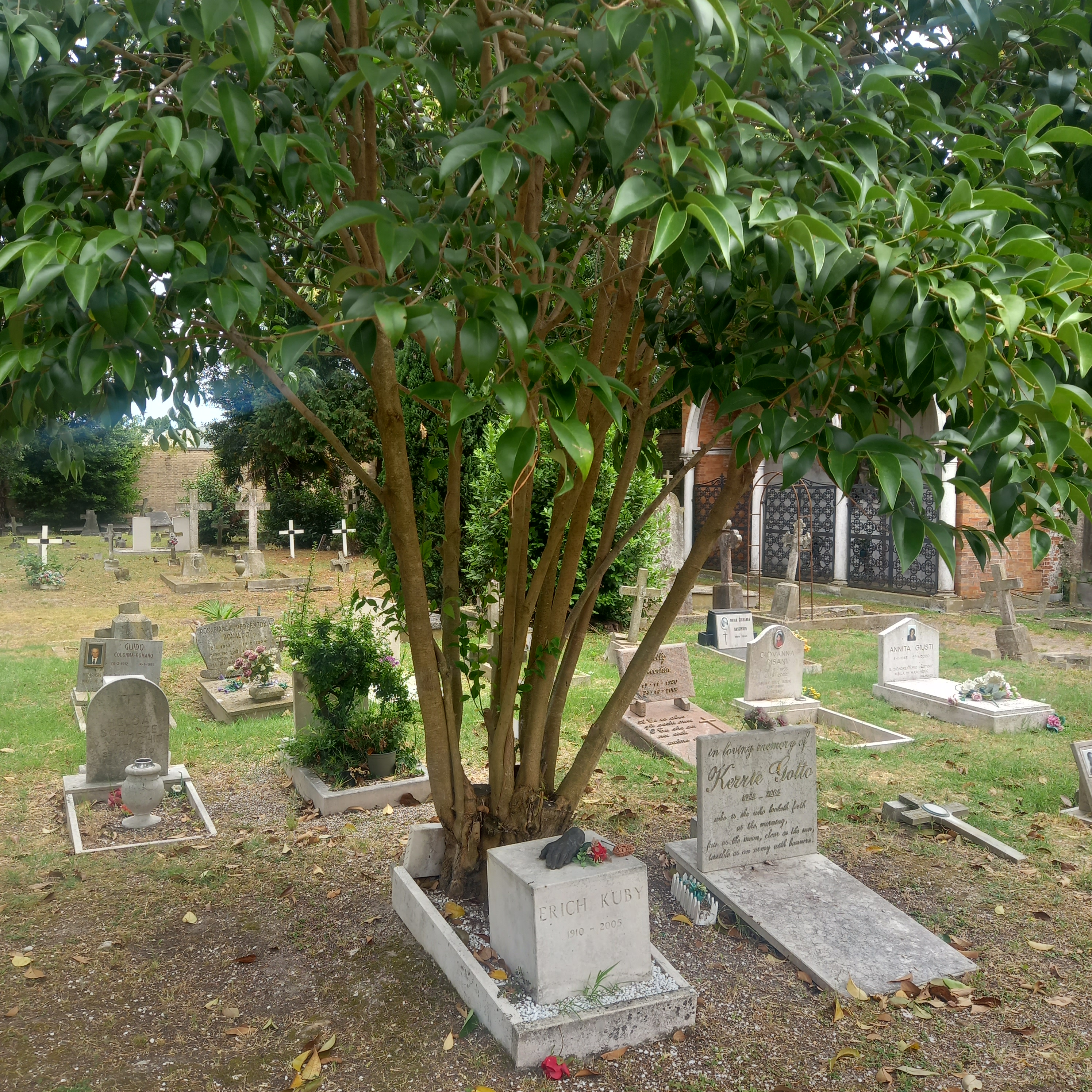
Das Grab von Erich Kuby auf dem Friedhof von San Michele in Venedig

Erich Kuby, Pseudonym Alexander Parlach (* 28. Juni 1910 in Baden-Baden, Großherzogtum Baden; † 10. September 2005 in Venedig) war ein deutscher Journalist, Publizist und Kolumnist.

## Leben

### Die frühen Jahre
Kubys Vater hatte 1901 in Westpreußen ein Landgut gekauft, dessen Bewirtschaftung er schon nach einem Jahr aufgeben musste. Daraufhin zog er nach München und lernte dort seine Frau Dora Süßkind kennen. Sohn Erich wurde 1910 in Baden-Baden geboren.
1913 zog die Familie ins oberbayerische Voralpenland, wo der Vater erneut einen Hof übernahm. Dort wuchs das Kind auf, während der Vater als Reserveoffizier im Ersten Weltkrieg diente. Nach Ende des Krieges zog die Familie nach Weilheim um, wo Kuby das Gymnasium besuchte. Durch die lange Abwesenheit kam ihm sein Vater vor wie „ein ziemlich fremder Herr“,

„[…] von dem ich erfuhr, wir hätten den Krieg nicht verloren, was ich ihm schon nicht mehr glaubte, sondern frühzeitig begann, mich zum schwarzen Schaf der Familie zu entwickeln, zu einem Sohn, der nur geringes Interesse bekundete, als der Vater nach dem Umzug in das nächste Kreisstädtchen – wo er eine weit kleinere Landwirtschaft erstand und betrieb – auf lokaler Ebene eine paramilitärische Organisation aufbaute, Einwohnerwehr genannt, deren Mannschaften in der nahen ‚Schießstätte‘ Schützenfeste veranstalteten, die eigentlich Schießübungen waren, und eines Tages der Vater in unserem Obstgarten sogar mit Ludendorff auf und ab ging, kurz vor dem Hitler-Putsch vom November 1923 […]“

In München erhielt Kuby Geigenunterricht. Auf der Schule wurde er u. a. durch einen kritischen jüdischen Lehrer politisch beeinflusst. Er erwarb in München als Externer sein Abitur. In Erlangen und Hamburg studierte er Volkswirtschaftslehre. Sein Studium schloss er 1933 mit dem Diplom ab. Während der Semesterferien hatte er als Werftarbeiter bei Blohm & Voss in Hamburg gearbeitet.
Seiner jüdischen Freundin Ruth folgte er 1933 per Fahrrad in die Emigration nach Jugoslawien. Von dort kehrte er jedoch nach wenigen Monaten allein wieder zurück nach Deutschland, gemäß seiner Darstellung, weil er zwar in räumlicher Nähe, doch aus innerer Distanz heraus den „Verfallsprozess“ des Landes analysieren wollte.
Nach dem Umzug von München nach Berlin arbeitete er im Bildarchiv des Scherl-Verlages. 1938 heiratete er die Bildhauerin Edith Schumacher, die Tochter des Berliner Nationalökonomen Hermann Schumacher. Aus der Ehe gingen fünf Kinder hervor. Die Schwester seiner Ehefrau war mit Werner Heisenberg verheiratet. Es waren „lauter Patrioten“, wie der Titel der 1996 erschienenen Geschichte seiner Familie lautet. Während des Zweiten Weltkrieges diente Kuby bei der Wehrmacht in Frankreich und an der Ostfront. 1941 wurde Kuby in Russland wegen eines Wachvergehens militärgerichtlich zu einer Gefängnisstrafe verurteilt und vom Obergefreiten zum einfachen Soldaten degradiert. Den Kriegsalltag und die belastenden Ereignisse hielt er täglich schriftlich fest und fertigte darüber hinaus eine Vielzahl von Zeichnungen an. Nach Kriegsende war er nur kurz bis Juni 1945 in US-Gefangenschaft. Seine Kriegserlebnisse veröffentlichte er später in den Werken Demidoff – oder von der Unverletzlichkeit des Menschen (1947), Nur noch rauchende Trümmer (1959) und Mein Krieg (1975) und gab sie viele Jahre später als Gesamtausgabe heraus (erschienen 2000).

### Journalistische Karriere
Nach dem Ende des Zweiten Weltkrieges baute Kuby zunächst sein zerstörtes Elternhaus in Weilheim auf. Anschließend warb ihn die amerikanische Militärbehörde ICD (Information Control Division) in München als Berater an. Kuby wurde von der amerikanischen Militärverwaltung beauftragt, auch Zeitungslizenzen für vertrauenswürdige Persönlichkeiten auszustellen. Seit Januar 1946 war er beteiligt an der Gründung der Zeitschrift Der Ruf, deren Chefredaktion er nach der Entlassung von Alfred Andersch und Hans Werner Richter im Jahre 1947 übernahm. Auch Kuby erging es in dieser Funktion nicht besser, und er musste nach einem Jahr den Posten abgeben. Er blieb allerdings bei seinem journalistischen Berufsweg, denn er gründete keinen eigenen Verlag. In den Folgejahren arbeitete der „Nestbeschmutzer von Rang“ (Heinrich Böll) als Redakteur für die Süddeutsche Zeitung. Danach war er als freier Mitarbeiter unter anderem für den Spiegel, den Stern und die Frankfurter Hefte tätig. In seinen Artikeln bezog er eine linksliberale Position und war eine wichtige Stimme gegen die deutsche Wiederbewaffnung und die Pläne zur atomaren Aufrüstung. Als Aufklärer ging es ihm vorrangig um das, was er selbst die Freisetzung des kritischen Ichs nannte.
Kuby galt als einer der wichtigsten Chronisten der Bundesrepublik Deutschland. Er engagierte sich in der Studentenbewegung Mitte der 60er Jahre. Im Sommersemester 1965 machte der Fall Kuby bundesweit Schlagzeilen, als gegen ihn vom damaligen Rektor der FU Berlin ein Redeverbot verhängt wurde. Kuby hatte sich sieben Jahre zuvor kritisch zum Namen „Freie Universität“ geäußert und durfte deshalb der Einladung des AStA zu einer Podiumsdiskussion nicht folgen, was dann zu massiven Protesten der Studentenschaft führte.
1965 schrieb Kuby für den Spiegel die sechsteilige Reihe „Die Russen in Berlin 1945“ und erweiterte die damals bekannten und auch in Osteuropa zugänglichen Quellen anschließend zum gleichnamigen Buchband.
Über die Zeitschriften Stern und Spiegel fertigte er 1983 bzw. 1987 detaillierte kritische Analysen an. Mit seinem Kriegstagebuch Mein Krieg. Aufzeichnungen aus 2129 Tagen legte Kuby 1975 eine Innenansicht der Wehrmacht vor, der jedoch in der Erstausgabe kein Verkaufserfolg beschieden war.

### Hörspiele und Drehbücher
Neben seinen journalistischen Arbeiten adaptierte er gesellschaftskritische Stoffe für Hörfunk und Fernsehen. Ein Hörspiel über die seiner Meinung nach sinnlose Verteidigung der Festung von Brest durch die Wehrmacht brachte ihm eine Beleidigungsklage des verantwortlichen Generals Hermann-Bernhard Ramcke ein. Kuby hatte die Vernichtung von Brest 1944 als Soldat selbst miterlebt. Die Klage wurde 1959 abgewiesen.
Berühmt wurde Kuby durch seine Mitarbeit am Drehbuch für den Film Das Mädchen Rosemarie, das ihm 1958 als Vorlage für seinen Roman Rosemarie. Des deutschen Wunders liebstes Kind diente. Der ungeklärte Mord an der Frankfurter Edel-Prostituierten Rosemarie Nitribitt bildete den Rahmen für ein Drama, das die Zeit des Wirtschaftswunders als von Doppelmoral geprägt skizzierte. Kubys fiktive Darstellung fing den damaligen Zeitgeist so realistisch ein, dass seine hypothetische Version über die Hintergründe des Mordes von der öffentlichen Wahrnehmung weitgehend übernommen wurde. Selbst dramaturgische Kleinigkeiten, wie Nitribitts angeblich rotes Sport-Cabrio, der legendäre Mercedes-Benz 190 SL, finden sich heute in vielen Darstellungen als Tatsachenbehauptung wieder. Der sogenannte Nitribitt-Roadster existierte zwar tatsächlich, in der damaligen Berichterstattung wurde er jedoch als schwarz beschrieben.

### Letzte Jahre
Die letzten 25 Jahre seines Lebens verbrachte Kuby überwiegend in Venedig, von wo aus er sich weiterhin an aktuellen politischen Debatten in Deutschland beteiligte. Der „Homme de lettres“ schrieb bis 2003 regelmäßig für die Wochenzeitung Freitag die Kolumne „Der Zeitungsleser“. Erich Kuby starb im Alter von 95 Jahren und ist auf der Friedhofsinsel San Michele von Venedig beigesetzt.

### Familie
Erich Kuby war zweimal verheiratet. Aus erster Ehe mit Edith Schumacher (1910–2001) – Tochter von Hermann Schumacher (Professor, Geheimrat und Volksökonom) – stammen die Kinder Thomas, Gabriele, Clemens, Bettina und Benedikt. Thomas und Bettina sind verstorben. Drei seiner Kinder aus erster Ehe sind publizistisch bzw. als Filmemacher tätig. Danach war er mit der Literaturwissenschaftlerin, Autorin und Publizistin Susanna Böhme-Kuby (* 1947) verheiratet, mit der er den gemeinsamen Sohn Daniel hatte. Die konservative katholische Aktivistin Sophia Kuby, vormals Sprecherin des Mediennetzwerks „Generation Benedikt“, ist eine Enkelin (Tochter von Gabriele).

## Auszeichnungen
Für sein publizistisches Lebenswerk wurde Kuby 1992 der Publizistikpreis der Landeshauptstadt München verliehen. Die Laudatio hielt Wolfgang R. Langenbucher. Postum wurde Kuby mit dem Kurt-Tucholsky-Preis des Jahres 2005 ausgezeichnet. Die Laudatio hielt Heinrich Senfft.

## Filmografie (Auswahl)
- 1959: Der Mann, der sich verkaufte
- 1962: Machorka-Muff

## Werke (Auswahl)
- (1947): Demidoff oder von der Unverletzlichkeit der Menschen, von Erich Kuby unter dem Pseudonym Alexander Parlach, Paul List Verlag, München 1947
- (1956): Das Ende des Schreckens: Dokumente des Untergangs Januar bis Mai 1945, Süddeutscher Verlag, München 1956
- (1956): Thomas und sein Volkswagen. München: Franz Schneider-Jugendbuchverlag, 103 S. (auch veröffentlicht unter: Der Junge mit dem Volkswagen / Alarm im Werk)
- (1957): Das ist des Deutschen Vaterland – 70 Millionen in zwei Wartesälen. Stuttgart: Scherz & Goverts, 485 S.
- (1958): Rosemarie. Des deutschen Wunders liebstes Kind. Stuttgart: Goverts, 306 S., Nachdruck: Rotbuch Verlag, Berlin 2010, ISBN 978-3-86789-119-6
- (1959): Nur noch rauchende Trümmer. Das Ende der Festung Brest. Tagebuch des Soldaten Erich Kuby; mit Text des Hörbildes, Plädoyer des Staatsanwalts, Begründung des Urteils. Hamburg: Rowohlt, 198 S.
- (1961): Sieg! Sieg! Reinbek: Rowohlt, 432 S.
- (1962): Im Fibag-Wahn oder Sein Freund der Herr Minister. Hamburg: Rowohlt, 127 S.
- (1963): Franz Josef Strauß: Ein Typus unserer Zeit. [Mitarb.]: Eugen Kogon, Otto von Loewenstern, Jürgen Seifert. Wien: Desch, 380 S.
- (1963): Richard Wagner & Co. Zum 150. Geburtstag des Meisters. Hamburg: Nannen, 155 S.
- (1965): Die Russen in Berlin 1945. Scherz Verlag, München Bern Wien 1965
- (1968): Prag und die Linke. Hamburg: Konkret-Verlag, 154 S., Ill.
- (1975): Mein Krieg. Aufzeichnungen aus 2129 Tagen. Nymphenburger, München, ISBN 3-485-00250-X. Mehrere Neuauflagen, zuletzt als Taschenbuch Aufbau 1999 ISBN 3-7466-1588-7. Rezension von Florian Felix Weyh im „Büchermarkt“ des Deutschlandfunks, 20. April 1999, .
- (1982): Verrat auf deutsch. Wie das Dritte Reich Italien ruinierte. [Übers. aus d. Ital. u. Engl.: Susanna Böhme]. Hamburg: Hoffmann und Campe, 575 S. ISBN 3-455-08754-X
- (1983): Der Fall „Stern“ und die Folgen. Hamburg: Konkret Literatur Verlag, 207 S. ISBN 3-922144-33-0 und Berlin: Volk und Welt, 206 S.
- (1986): Als Polen deutsch war: 1939–1945. Ismaning bei München: Hueber, 341 S.
- (1987): Der Spiegel im Spiegel. Das deutsche Nachrichten-Magazin; kritisch analysiert von Erich Kuby. München: Heyne , 176 S. ISBN 3-453-00037-4
- (1989): Mein ärgerliches Vaterland. München: Hanser, 560 S., Leinen, ISBN 3-446-15043-9.[7]
- (1990): Der Preis der Einheit. Ein deutsches Europa formt sein Gesicht. Hamburg: Konkret Literatur Verlag, 112 S. ISBN 3-922144-99-3
- (1990): Deutschland: von verschuldeter Teilung zur unverdienten Einheit. Rastatt: Moewig, 398 S.
- (1991): Deutsche Perspektiven. Unfreundliche Randbemerkungen. Hamburg: Konkret Literatur, 160 S. ISBN 3-89458-105-0
- (1996): Der Zeitungsleser. In Wochenschritten durch die politische Landschaft 1993–1995. Hamburg: Konkret Literatur, 160 S. ISBN 3-89458-145-X
- (1996): Lauter Patrioten. Eine deutsche Familiengeschichte. München: Hanser, geb. ISBN 3-446-15918-5
- (2010): Erich Kuby zum 100. AufZeichnungen 1939–1945. Hamburg: hyperzine verlag, Katalog zur Wanderausstellung der Zeichnungen und Aquarelle, kuratiert von Susanne Böhme-Kuby und Benedikt Kuby, 100 S. ISBN 978-3-938218-16-7
- (2020): Rosemarie. Des deutschen Wunders liebstes Kind. Mit einem Essay von Jürgen Kaube. Schöffling & Co., Frankfurt am Main 2020, ISBN 978-3-89561-028-8

## Zitat
- Verleger schlürfen ihren Champagner aus den Gehirnschalen der Journalisten.[8]